# گلاور (میزوری)
گلاور (به انگلیسی: Glover) یک منطقهٔ مسکونی در ایالات متحده آمریکا است که در میزوری واقع شده‌است. گلاور ۲۶۰٫۰ متر بالاتر از سطح دریا واقع شده‌است.